# Alfa Mist
Alfa Mist es un pianista, compositor y productor de jazz, hip hop y soul británico. Es un destacado músico del panorama del jazz londinense actual. Su música se ha descrito como «melancólicas armonías de jazz que se entremezclan con hip hop alternativo e influencias del soul».

## Carrera musical
Alfa Mist creció en Newham, un barrio del este de Londres; allí dio sus primeros pasos en la música como productor de hip hop y grime durante el instituto con influencias de artistas como Kano, Little Brother, 9th Wonder, J Dilla o Hi-Tek. A los 17 años comenzó a estudiar piano de forma autodidacta y se interesó por el jazz (especialmente Miles Davis) y las bandas sonoras de Hans Zimmer. Desde entonces ha compuesto, interpretado y producido música con diversos artistas. En 2014, colaboró con Emmavie en su Epoch y al año siguiente autopublicó su primer EP en solitario, titulado Nocturne EP. En 2016, empezó un proyecto llamado 2nd Exit con el también músico británico Lester Duval, publicando un EP homónimo. En 2017, publicó su aclamado álbum debut Antiphon.
Ha participado en festivales como el Brainchild en 2016, el Melt! junto a Tom Misch en 2017 o el Meltdown en 2019.
En diferentes ocasiones, ha asegurado que su música está marcada por el ambiente de Londres: «Hay algo muy londinense en lo que estoy haciendo. Está relacionado con el lugar donde crecí. Esto no es L.A.; soleado, alocado y feliz» y «Considero que Antiphon sería diferente si lloviera menos en Londres». Alfa Mist trabajó principalmente de noche en Nocturne, que trata los últimos pensamientos antes de dormir: «Los problemas que tienes, las cosas por las que estás agradecido o inseguro - intenté mostrarlo todo.» La idea del disco Antiphon surgió alrededor de una conversación con sus hermanos sobre salud mental y relaciones personales.
Sobre Structuralism explicó que «Mi ambiente me ha influido. Mi desarrollo me ha moldeado de tal manera que no sé comunicarme. Structuralism va sobre "Soy quien soy" debido a la estructura de la sociedad en la que he crecido. Ahora necesito aprender a comunicarme.» Tras la publicación de On My Ones comentó «Cuando sois tú y el piano, no puedes esconderte detrás de nada o enmascarar tus pensamientos On My Ones es una conversación honesta conmigo mismo. Aunque es principalmente improvisado, no lo llamaría sólo un proyecto de jazz. Siento que todas las piezas vienen de diferentes lugares.»
En 2019, comenzó un proyecto llamado «44th Move» con el percusionista y productor Richard Spaven. El nombre hace referencia al movimiento número 44 de Deep Blue en la segunda partida contra Garri Kaspárov en 1997. «El movimiento número 44 per se representa el momento en el que un ser humano (Kasparov) se da cuenta de que se enfrenta a una inteligencia superior (Deep Blue)». En abril de 2020 publicaron su primer EP homónimo.

## Discografía

### Álbumes
| Año  | Título        |
| ---- | ------------- |
| 2017 | Antiphon      |
| 2019 | Structuralism |
| 2021 | Bring Backs   |
| 2023 | Variables     |

### Sencillos & EP
| Año  | Título                 |
| ---- | ---------------------- |
| 2015 | Nocturne EP            |
| 2018 | 7th October (Epilogue) |
| 2020 | On My Ones             |

#### 2nd Exit
| Año  | Título   | Artistas                          |
| ---- | -------- | --------------------------------- |
| 2016 | 2nd Exit | Lester Duval con Kaya Thomas-Dyke |

#### 44th Move
| Año  | Título                  | Artistas                                                       |
| ---- | ----------------------- | -------------------------------------------------------------- |
| 2020 | Broken/Dan Shaken Remix | Richard Spaven (con Dan Shaken en «Broken (Dan Shaken remix)») |
| 2020 | 44th Move               | Richard Spaven (con Takuya Kuroda en «Hope»)                   |

#### Colaboraciones
| Año  | Título                                           | Artistas                                        |
| ---- | ------------------------------------------------ | ----------------------------------------------- |
| 2014 | Epoch                                            | Emmavie                                         |
| 2018 | Love Is The Message                              | Yussef Dayes con Mansur Brown                   |
| 2018 | Love Is The Message (Live At Abbey Road Studios) | Yussef Dayes con Mansur Brown y Rocco Palladino |
| 2018 | Blacked Out                                      | Yussef Dayes                                    |